# Iso-Lumoja
Iso-Lumoja är en sjö i Finland. Den ligger i Tammerfors stad i landskapet Birkaland, i den södra delen av landet, 160 km norr om huvudstaden Helsingfors. Iso-Lumoja ligger 125,4 meter över havet. Arean är 22,5 hektar och strandlinjen är 3,04 kilometer lång. Sjön  ingår i Kumo älvs huvudavrinningsområde.   I omgivningarna runt Iso-Lumoja växer i huvudsak blandskog.